# Evere
Evere este una din cele 19 comune din Regiunea Capitalei Bruxelles, Belgia. Este situată în partea de nord-est a aglomerației Bruxelles, și se învecinează cu comunele Bruxelles, Schaerbeek și Woluwe-Saint-Lambert din Regiunea Capitalei și cu comuna Zaventem situată în Regiunea Flandra. Sediul Organizației Tratatului Atlanticului de Nord este situat pe un teren din apropierea comunei, pe un teren ce aparține din punct de vedere administrativ de orașul Bruxelles.
1. ↑  Totale oppervlakte volgens het Kadasterregister, België, gewesten en provincies (în neerlandeză), Algemene Directie Statistiek[*]
2. ↑  GeoNames, accesat în 9 iulie 2017